# 路易吉·登扎
路易吉·登扎或譯鄧察（義大利語：Luigi Denza；1846年2月24日—1922年1月27日），是一位意大利作曲家、音乐教师。

## 生平
1846年2月24日出生于意大利那不勒斯附近的斯塔比亞海堡。
1922年1月27日，邓察在伦敦逝世，享壽76岁。

## 音樂學習與創作
邓察是一位高产的作家，一生写过多达600余首歌曲，及多部歌剧、圆舞曲等，其中以民歌《Funiculi Funicula》最为著名。
他毕业于那不勒斯音乐学院，在薩威李奧·梅卡丹特和保洛·塞拉奧的指导下学习歌唱与作曲，也写过歌剧。
1884年他移居伦敦，在当地学校教音乐并追寻自己的作曲梦想，1898年他成为英国皇家音乐学院的聲樂教授。

## 外部連結
- 路易吉·登扎的免费乐谱，由国际乐谱典藏计划提供
- 公有領域聲樂檔案館上路易吉·登扎的作品
- 互联网档案馆中路易吉·登扎的作品或与之相关的作品
- 來自路易吉·登扎的LibriVox公共領域有聲讀物